# 8968 Europaeus
A 8968 Europaeus (ideiglenes jelöléssel 1212 T-2) a Naprendszer kisbolygóövében található aszteroida. Cornelis Johannes van Houten, Ingrid van Houten-Groeneveld és Tom Gehrels fedezte fel 1973. szeptember 29-én.